# Валя-Будулуй
Валя-Будулуй (рум. Valea Budului) — село у повіті Бакеу в Румунії. Входить до складу комуни Мерджинень.
Село розташоване на відстані 246 км на північ від Бухареста, 9 км на захід від Бакеу, 85 км на південний захід від Ясс, 139 км на північний схід від Брашова.

## Населення
За даними перепису населення 2002 року у селі проживали 364 особи, усі — румуни. Усі жителі села рідною мовою назвали румунську.